# Kameralamt Lorch
Das Kameralamt Lorch war eine Einrichtung des Königreichs Württemberg, die im Amtsbezirk Besitz und Einkommen des Staates verwaltete. Es bestand von 1807 bis 1922 in Lorch. Das Kameralamt wurde im Rahmen der Neuordnung der Staatsfinanzverwaltung im Königreich Württemberg geschaffen.

## Geschichte
Gemäß Verfügung vom 11. Juni 1819 wurden dem Kameralamt Lorch vom aufgelösten Kameralamt Göppingen Land folgende Orte und Weiler zugewiesen: Wäschenbeuren, Krettenhof, Wäscherhof, Sägbühl und Ziegelhütte. Das Kameralamt Lorch erhielt vom Kameralamt Schorndorf die Orte und Weiler im Kaisersbacher Stab: Ebni, Eulenhof, Frazenklingenhof, Frazenwiesenhof, Gallenhöfle, Grasgehren, Heppichgehren, Holzbuckel, Höfenäckerle, Kaltenbronnhof, Kellerklinghöfle, Klingenmühlhöfle, Rotenmad, Salbengehren, Schmalenberg, Spatzenhof, Wiesensteighof und vom Rienharzer Stab: Eselshalden, Krähenhof, Langenberg. Vom Welzheimer Stab: Obersteinenberg, Lettenstich und vom Plüderhausener Stab: Plüderwiesenhof, Tannschöpfleshof und Walkersbach. Zugleich gab das Kameralamt Lorch den Weiler Bärenbach an das Kameralamt Schorndorf ab. Bis zum Jahre 1838 blieb es im Kameralamtsbezirk Lorch bei dieser Einteilung.
Durch die Verfügung vom 29. März 1838 wurde das Kameralamt Murrhardt aufgelöst, dabei erhielt das Kameralamt Lorch folgende Orte zugeteilt: Kaisersbach mit den Parzellen Brandhöfle, Cronhütte, Ebersberg, Menzles, Mönchhof Täle; Kirchenkirnberg mit den Parzellen Bruch, Gänshof, Gärtnershof, Göckelhof, Leukers, Marxenhof, Mettelbach, Mutzenhof, Oberneustetten, Reute, Schloßmühle, Spielhof, Spielwald, Täle, Tiefenmad, Unterneustetten, Vögelesreute, Weidenbach, Weidenhof, Wiesenhof. Ebenfalls erhielt das Kameralamt Lorch vom Kameralamt Gmünd die Orte: Pfersbach, Waldau, Wetzgau, Wustenriet. An das Kameralamt Gaildorf wurden zu gleicher Zeit nachfolgende Orte abgetreten: Vordersteinenberg mit Deschenhof, Greuthöfle, Heinleshof, Heinlesmühle und Hellershof; Hintersteinenberg mit Hüttenbühl, Kapf, Neuwirtshaus, Vaihinghof und Wahlenheim. Mit diesen Zuteilungen und Abtretungen war die Angleichung an den Oberamtsbezirk vollzogen, so dass sich der Kameralamtsbezirk Lorch und der Oberamtsbezirk Welzheim künftig deckten.